# 정동근
정동근은 대한민국의 배우이다.

## 학력
- 서경대학교 일어 학사

## 출연작

### 영화
- 2015년 《서부전선》 - 연대본부병사3 역
- 2019년 《봉오동 전투》 - 남양수비대군조 역

### 드라마
- 2016년 tvN 금토드라마 《The K2》
- 2017년 MBC 월화드라마 《역적 : 백성을 훔친 도적》
- 2017년 SBS 월화드라마 《피고인》
- 2018년 KBS2 수목드라마 《추리의 여왕 시즌2》 - 김실장 부하 역
- 2018년 JTBC 월화드라마《미스 함무라비》 - 검사 역 (ep.15 남편살해사건)
- 2019년 SBS 금토드라마 《열혈사제》
- 2019년 KBS2 수목드라마 《왜그래 풍상씨》 - 김미련 역
- 2020년 SBS 월화드라마 《펜트하우스》 - 천서진 취조 검사 역 (ep.19~20)
- 2020년 SBS 금토드라마 《하이에나》 - 추돈식 역
- 2021년 SBS 월화드라마 《홍천기》 - 안영회 역
- 2022년 MBC 금토드라마 《내일》 - 맹장현 역
- 2022년 SBS 수목드라마 《이상한 변호사 우영우》 - 김비서 역 (태수미 비서)
- 2023년 TVING 오리지널 《방과 후 전쟁활동》 - 정 소령 역
- 2023년 JTBC 수목드라마 《이 연애는 불가항력》 - 신유의 상대편 검사 역 (특별출연)